# Cress Williams
Cress Williams est un acteur américano-allemand, né le 26 juillet 1970, à Heidelberg en Allemagne.
C'est dans les années 1990 qu'il commence sa carrière, par des rôles d'invité ou récurrent, dans de nombreuses séries télévisées comme la culte Beverly Hills 90210, la sitcom comique Living Single et la dramatique et médicale Urgences. 
Par la suite, il enchaîne les rôles réguliers dans des séries tels que Nash Bridges, Providence, Close to Home : Juste Cause, Grey's Anatomy, Prison Break et Friday Night Lights. 
Il finit par s'imposer en jouant l'un des premiers rôles de la série Hart of Dixie mais surtout en étant le personnage principal de la série fantastique à succès Black Lightning.

## Biographie
Cress Williams est né à Heidelberg, Bade-Wurtemberg, en Allemagne. Les parents de Cress sont afro-américains.Il est allé au Collège Fullerton (en).

## Filmographie

### Cinéma

#### Courts métrages
- 1997 : Pants on Fire de Monique Sorgen : Dream Guy

#### Longs métrages
- 1995 : Doom Generation de Gregg Araki : Peanut
- 1996 : Deux jours à Los Angeles de John Herzfeld : Golfeur
- 1998 : Le Témoin du mal de Gregory Hoblit : Détective Joe
- 1999 : Collège Attitude de Raja Gosnell : George
- 1999 : The Dogwalker de Paul Duran : K.C.
- 2001 : À la poursuite du bonheur de John Putch : Ace
- 2004 : Les Ex de mon mec de Nick Hurran : Phil
- 2008 : Ball Don't Lie de Brin Hill : Dante
- 2014 : In Your Eyes de Brin Hill : Jake
- 2016 : Lowriders de Ricardo de Montreuil : Detective Williams
- 2018 : La Mort de Superman de Jake Castorena et Sam Liu : John Henry Irons (voix, vidéofilm)
- 2019 : Reign of the Superman de Sam Liu : John Henry Irons (voix, vidéofilm)
- 2019 : The Death and Return of Superman de Jake Castorena et Sam Liu : John Henry Irons (voix, vidéofilm)

### Télévision

#### Téléfilms
- 1996 : Rolling Thunder de Ralph Hemecker et P.J. Pesce : Grey Toussaint
- 1996 : L'étoile de Harlem de Eriq La Salle : Kimbrough
- 1997 : L.A. Johns de Joyce Chopra : Bill Allen
- 1997 : Peur à domicile de David Jackson : Freemont
- 2002 : Couples de Marc Buckland : Marcus
- 2006 : Haskett's Chance de Tim Blake Nelson : Hudson Chanticleer
- 2018 : Suit Up : Jefferson Pierce / Black Lightning (court-métrage)

#### Séries télévisées
- 1993-1994 : Beverly Hills 90210 :  D'Shawn Hardell (13 épisodes)
- 1993-1998 : Living Single : Terrence 'Scooter' Williams (10 épisodes)
- 1994 : Star Trek: Deep Space Nine : Talak'talan (1 épisode)
- 1994 : Hardball : Davis (1 épisode)
- 1995 : If Not for You : Ahmed (1 épisode)
- 1995 : New York Police Blues : Silky (2 épisodes)
- 1995 : Loïs et Clark, les nouvelles aventures de Superman : Baron Sunday (saison 3, épisode 12)
- 1996 : JAG : Capitaine Overton (1 épisode)
- 1997 : Leaving L.A. : Dudley Adams (6 épisodes)
- 1998 : Créature (mini-série) : Tall Man
- 1998 : Buddy Faro : Jaleel Jermaine (1 épisode)
- 1998-2008 : Urgences : Reggie Moore (14 épisodes)
- 1999 : Becker : Chris Davis (1 épisode)
- 2000 : Sports Night : Steve Sarris (1 épisode)
- 2000 : Good Versus Evil : Virgil Grissom (1 épisode)
- 2000-2001 : Nash Bridges : Inspecteur Antwon Babcock (22 épisodes)
- 2001 : Philly : Calvin Burney (1 épisode)
- 2001 : Providence : Dr Malaga (8 épisodes)
- 2002 : Hôpital San Francisco : Richard Clayton (1 épisode)
- 2002 : Washington Police : Dr Carson (1 épisode)
- 2003 : Les Anges du bonheur : Riley (1 épisode)
- 2003 : Ellie dans tous ses états : Dexter (1 épisode)
- 2003 : The Lyon's Den : Eddie (1 épisode)
- 2004 : New York, unité spéciale : Sam Dufoy (saison 5, épisode 18)
- 2004 : Dr House : Avocat (1 épisode)
- 2005 : Veronica Mars : Nathan Woods, le père biologique de Wallace Fennel (4 épisodes)
- 2005-2006 : À la Maison-Blanche : Lester (2 épisodes)
- 2006-2007 : Close to Home : Juste Cause : Ed Williams (20 épisodes)
- 2006-2008 : Grey's Anatomy : Tucker Jones (7 épisodes)
- 2008 : Prison Break : Wyatt Mathewson (saison 4, 9 épisodes)
- 2009 : Cold Case : Affaires classées (1 épisode)
- 2010-2011 : Friday Night Lights : Ornette Howard (10 épisodes)
- 2011 : Hawthorne : Infirmière en chef : Tony Gee (2 épisodes)
- 2011-2015 : Hart of Dixie : Lavon Hayes (76 épisodes)
- 2015 : State of Affairs : Dale Scott (2 épisodes)
- 2015-2017 : Code Black : Cole Guthrie (6 épisodes)
- 2017 : Doubt : Affaires douteuses : ADA Gates (1 épisode)
- 2018-2021 : Black Lightning : Jefferson Pierce / Black Lightning (rôle principal - 58 épisodes)
- 2019  et 2021: Flash (The Flash) : Jefferson Pierce / Black Lightning (3 épisodes)
- 2020 : Legends of Tomorrow (DC's Legends of Tomorrow) : Jefferson Pierce / Black Lightning (saison 5, épisode 1 - crossover Crisis on Infinite Earths)

## Distinctions
Sauf indication contraire ou complémentaire, les informations mentionnées dans cette section proviennent de la base de données IMDb.

### Nominations
- Black Reel Awards for Television 2018 : meilleur acteur dans une série télévisée dramatique pour Black Lightning